# Joan Martí Població

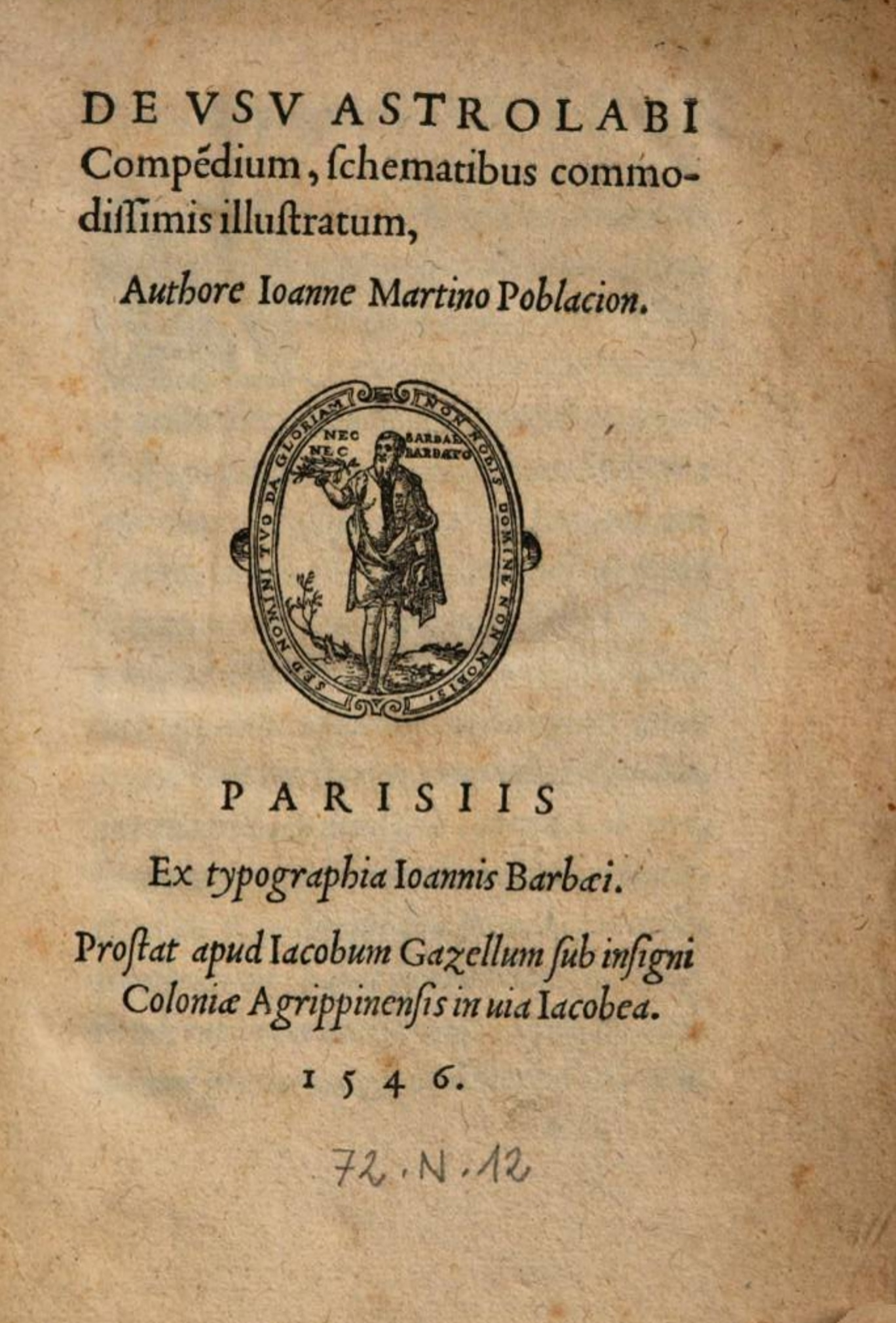
Portada de l'obra De usu astrolabi compendium (edició de 1546)

Joan Martí Població, també conegut en llatí com a Johannes Martinus Poblatio, (València, segle XVI — València, segle XVI) fou un metge i astrònom valencià, actiu en les primeres dècades del segle xvi.
De família de conversos, fou deixeble de Lluís Vives a Bruges en els primers anys que aquell resideix allà –entre 1514 i 1517–, més tard, es posa al servei de l'inquisidor general Manrique i, finalment, s'estableix a París. A la dècada dels anys 30 fou metge de la reina Elionor, esposa de Francesc I de França, coneix Guillaume Budé i fou professor de matemàtiques –o cosmografia– en el Collège de France, càrrec aquest darrer que encara ocupava el 1540. Es converteix, des de la seva posició privilegiada, en aglutinador dels hispans que viuen o viatgen a París.
Publica a París al voltant de 1518 un llibre sobre l'ús de l'astrolabi, De usu astrolabi compendium, amb dues parts, una en la qual es descriu l'intrument i, altra, en la qual s'explica la seva utilitat i el seu ús; que fou editat en nombroses ocasions i que resol, utilitzant l'astrolabi, problemes d'astronomia, topografia, nàutica, geometria i geografia.
El 1532 surt publicada la Tabula de Cebes, traduïda del grec al castellà per Martí Població; de la qual dirà Ambrosio de Morales quan hi faci la seva pròpia traducció, que 'estava tant obscura i sense poder-se entendre'.
I el 1535, també a París, Martí Població publica un opuscle mèdic, In figuram dierum criticorum brevis ac familiaris explanatio, sobre els dies crítics femenins, la darrera de les seves publicacions.
Lluís Vives, l'any 1519, en una carta a Erasme de Rotterdam el qualifica de 'gran coneixedor de tota la matemàtica i que s'ha dedicat amb profit als estudis literaris', mentre al voltant de 1522, inclòs en un comentari de l'edició de l'obra De Civitate Dei libri XXII d'Agustí d'Hipona, feta per Vives, el torna a elogiar i el qualifica com 'el meu estimat Joan Martí Població... varó excels i sense comparació tant en les matemàtiques com en la medicina'. El llatinista valencià Pere Joan Oliver, el 1535, li dedica la seva obra In M.T. Ciceronis De somnio Scipionis fragmentum... scholia, possiblement per l'ajut que li prestà durant la seva estada a París, i el nomena 'erudit i il·lustre metge de la reina de França'